# MPEG LA
A MPEG LA era uma empresa americana sediada em Denver, Colorado, que licenciava pools de patentes cobrindo patentes essenciais necessárias para o uso dos padrões MPEG-2, MPEG-4, IEEE 1394, VC-1, ATSC, MVC, MPEG-2 Systems, AVC/H.264 e HEVC.
A Via Licensing Corp adquiriu a MPEG LA em abril de 2023 e formou uma nova empresa de administração de pool de patentes chamada Via Licensing Alliance.

## História
A MPEG LA iniciou suas operações em julho de 1997, imediatamente após receber uma Carta de Revisão de Negócios do Departamento de Justiça. Durante a formação do padrão MPEG-2, um grupo de trabalho de empresas que participaram da formação do padrão MPEG-2 reconheceu que o maior desafio para a adoção era o acesso eficiente às patentes essenciais de propriedade de muitos detentores de patentes. Isso levou um grupo de vários proprietários de patentes MPEG-2 a formar a MPEG LA, que por sua vez criou o primeiro pool de patentes moderno como solução. A maioria das patentes subjacentes à tecnologia MPEG-2 eram detidas por três empresas: Sony (311 patentes), Thomson (198 patentes) e Mitsubishi Electric (119 patentes).
Em junho de 2012, a MPEG LA anunciou um pedido de patentes essenciais para o padrão High Efficiency Video Coding (HEVC).
Em setembro de 2012, a MPEG LA lançou o Librassay, que disponibiliza a todos os direitos de patentes de diagnóstico de algumas das principais instituições de pesquisa do mundo por meio de uma única licença. As organizações que incluíram patentes no Librassay incluem a Universidade Johns Hopkins; o Ludwig Institute for Cancer Research; o Memorial Sloan Kettering Cancer Center;os  Institutos Nacionais da Saúde (NIH); a Partners HealthCare; o Conselho de Curadores da Leland Stanford Junior University; os Curadores da Universidade da Pensilvânia; a Universidade da Califórnia, São Francisco; e a Wisconsin Alumni Research Foundation (WARF).
Em 29 de setembro de 2014, a MPEG LA anunciou sua licença HEVC que cobre as patentes de 23 empresas. A licença é de US$ 0,20 por produto HEVC após as primeiras 100.000 unidades a cada ano, com um limite anual. A licença foi expandida para incluir os perfis na versão 2 do padrão HEVC.
Em 5 de março de 2015, a MPEG LA anunciou sua licença DisplayPort, que custa US$ 0,20 por produto DisplayPort.
Em abril de 2023, naquela que é considerada a primeira vez que dois administradores de pool se fundiram em um, a Via Licensing Corp adquiriu a MPEG LA e formou um novo administrador de pool de patentes chamado Via Licensing Alliance. O presidente Heath Hoglund atuará como presidente da nova empresa. O CEO da MPEG LA, Larry Horn, atuará como consultor da Via LA.

## Crítica
A MPEG LA alegou que codecs de vídeo como Theora e VP8 infringem patentes detidas pelos seus licenciadores, sem divulgar a patente ou patentes afectadas. Eles então apelaram a “qualquer parte que acredite ter patentes essenciais para o codec de vídeo VP8”. Em abril de 2013, o Google e a MPEG LA anunciaram um acordo que abrange o formato de vídeo VP8.
Em maio de 2010, a Nero AG entrou com uma ação antitruste contra a MPEG LA, alegando que ela "ampliou ilegalmente seus pools de patentes ao adicionar patentes não essenciais ao pool de patentes MPEG-2" e tem sido inconsistente na cobrança de royalties. O Tribunal Distrital dos Estados Unidos para o Distrito Central da Califórnia indeferiu a ação com prejuízo em 29 de novembro de 2010.
David Balto, antigo diretor de políticas da Comissão Federal de Comércio, usou o pool de patentes MPEG-2 como um exemplo de por que os pools de patentes precisam de mais escrutínio para não suprimirem a inovação.
O conjunto de patentes MPEG-2 começou com 100 patentes em 1997 e, desde então, patentes adicionais foram adicionadas. O acordo de licença MPEG-2 estabelece que, se possível, a taxa de licença não aumentará quando novas patentes forem adicionadas. O acordo de licença MPEG-2 estabeleceu que os royalties MPEG-2 devem ser pagos quando houver uma ou mais patentes ativas no país de fabricação ou no país de venda. A taxa de licença original do MPEG-2 era de US$ 4 para uma licença de decodificação, US$ 4 para uma licença de codificação e US$ 6,00 para um produto de consumo de codificação-decodificação.
Uma crítica ao conjunto de patentes MPEG-2 é que, embora o número de patentes tenha diminuído de 1.048 para 416 em junho de 2013, a taxa de licença não diminuiu com a taxa de expiração das patentes MPEG-2. Para produtos de 1º de janeiro de 2002 a 31 de dezembro de 2009, os royalties foram de US$ 2,50 para uma licença de decodificação, US$ 2,50 para uma licença de codificação e US$ 2,50 para uma licença de produto de consumo de codificação-decodificação. Desde 1 de janeiro de 2010, os royalties do pool de patentes MPEG-2 eram de US$ 2,00 para uma licença de decodificação, US$ 2,00 para uma licença de codificação e US$ 2,00 para um produto de consumo codificado-decodificado.

## Licenciadores H.264/MPEG-4 AVC
As seguintes organizações detêm uma ou mais patentes no pool de patentes H.264/AVC da MPEG LA.
| Organização                                                           | Patentes ativas | Patentes expiradas | Total de patentes |
| --------------------------------------------------------------------- | --------------- | ------------------ | ----------------- |
| Panasonic Corporation                                                 | 1,054           | 416                | 1 470             |
| Godo Kaisha IP Bridge                                                 | 1,033           | 267                | 1 300             |
| LG Electronics                                                        | 871             | 130                | 1001              |
| Dolby Laboratories                                                    | 1014            | 414                | 1428              |
| Toshiba                                                               | 59              | 336                | 395               |
| Microsoft                                                             | 95              | 145                | 240               |
| Nippon Telegraph and Telephone (incluindo NTT Docomo)                 | 234             | 4                  | 238               |
| Sony                                                                  | 77              | 77                 | 154               |
| Fraunhofer Society                                                    | 208             | 16                 | 224               |
| Google                                                                | 5               | 134                | 139               |
| GE Video Compression                                                  | 136             | 0                  | 136               |
| Fujitsu                                                               | 92              | 14                 | 106               |
| Mitsubishi Electric                                                   | 44              | 56                 | 100               |
| Tagivan II LLC                                                        | 82              | 0                  | 82                |
| Samsung Electronics                                                   | 17              | 46                 | 63                |
| Maxell                                                                | 54              | 2                  | 56                |
| Philips                                                               | 6               | 41                 | 47                |
| Vidyo                                                                 | 41              | 2                  | 43                |
| Ericsson                                                              | 1               | 33                 | 34                |
| Electronics and Telecommunications Research Institute (ETRI) of Korea | 10              | 25                 | 35                |
| Siemens                                                               | 12              | 39                 | 51                |
| The Trustees of Columbia University in New York City                  | 0               | 26                 | 26                |
| Polycom                                                               | 2               | 20                 | 22                |
| Robert Bosch GmbH                                                     | 0               | 22                 | 22                |
| Apple                                                                 | 7               | 2                  | 9                 |
| JVC Kenwood                                                           | 3               | 5                  | 8                 |
| Orange S.A.                                                           | 13              | 7                  | 20                |
| Sharp Corporation                                                     | 5               | 0                  | 5                 |
| Korea Advanced Institute of Science and Technology (KAIST)            | 1               | 4                  | 5                 |
| Cisco Systems                                                         | 3               | 1                  | 4                 |
| ZTE Corporation                                                       | 0               | 2                  | 2                 |
| Cisco Technology                                                      | 1               | 0                  | 1                 |
| Cable Television Laboratories, Inc.                                   | 0               | 1                  | 1                 |
| Hewlett-Packard Company                                               | 0               | 1                  | 1                 |
| Beijing Xiaomi Mobile Software Co.                                    | 5               | 1                  | 6                 |
| B1 Institute of Image Technology                                      | 6               | 0                  | 6                 |
| Newracom, Inc.                                                        | 0               | 1                  | 1                 |
| NEC                                                                   | 5               | 1                  | 6                 |
| Vestel Elektronik Sanayi ve Ticaret A.S.                              | 1               | 0                  | 1                 |
| Total (Todos os fabricantes)                                          | 5197            | 2291               | 7488              |

## Licenciantes HEVC
As seguintes organizações detêm uma ou mais patentes no pool de patentes HEVC.
| Organização                                                           | Patentes ativas | Patentes expiradas | Total de patentes |
| --------------------------------------------------------------------- | --------------- | ------------------ | ----------------- |
| Samsung Electronics                                                   | 3,550           | 4                  | 3,554             |
| M&K Holdings                                                          | 907             | 0                  | 907               |
| Nippon Telegraph and Telephone (incluindo NTT Docomo)                 | 878             | 2                  | 880               |
| JVC Kenwood Corporation                                               | 628             | 0                  | 628               |
| Infobridge Pte. Ltd.                                                  | 572             | 0                  | 572               |
| SK Telecom (incluindo SK Planet)                                      | 380             | 0                  | 380               |
| KT Corp                                                               | 289             | 0                  | 289               |
| NEC Corporation                                                       | 219             | 0                  | 219               |
| Electronics and Telecommunications Research Institute (ETRI) of Korea | 208             | 0                  | 208               |
| Canon Inc.                                                            | 180             | 0                  | 180               |
| Tagivan II                                                            | 162             | 0                  | 162               |
| Fujitsu                                                               | 144             | 1                  | 145               |
| Kyung Hee University                                                  | 103             | 0                  | 103               |
| Apple                                                                 | 69              | 0                  | 69                |
| Intellectual Discovery Co.                                            | 67              | 0                  | 67                |
| Maxell                                                                | 60              | 0                  | 60                |
| IBEX PT Holdings                                                      | 58              | 0                  | 58                |
| Vidyo                                                                 | 41              | 0                  | 41                |
| Korea Advanced Institute of Science and Technology (KAIST)            | 38              | 0                  | 38                |
| HUMAX Holdings                                                        | 32              | 0                  | 32                |
| Kwangwoon University                                                  | 24              | 0                  | 24                |
| Siemens                                                               | 13              | 8                  | 21                |
| Korean Broadcasting System                                            | 20              | 0                  | 20                |
| Orange S.A.                                                           | 20              | 0                  | 20                |
| BBC                                                                   | 19              | 0                  | 19                |
| The Trustees of Columbia University in New York City                  | 0               | 16                 | 16                |
| Sejong University                                                     | 13              | 0                  | 13                |
| Korea Aerospace University                                            | 12              | 0                  | 12                |
| Hangzhou Hikvision Digital Technology                                 | 10              | 0                  | 10                |
| Sungkyunkwan University                                               | 8               | 0                  | 8                 |
| Nippon Hoso Kyokai (NHK)                                              | 7               | 0                  | 7                 |
| Sky Media Tech, Inc.                                                  | 3               | 0                  | 3                 |
| Digital Insights Inc.                                                 | 2               | 0                  | 2                 |
| Alpha Digitech                                                        | 1               | 0                  | 1                 |
| MIT                                                                   | 1               | 0                  | 1                 |
| Newracom (Newratek)                                                   | 0               | 1                  | 1                 |
| Total (Todos os fabricantes)                                          | 8738            | 32                 | 8770              |

## Licenciadores VC-1
As seguintes organizações detêm uma ou mais patentes no pool de patentes VC-1 (Desde 8 de outubro de  2023).

| Organização                    | Patentes ativas | Patentes expiradas | Total de patentes |
| ------------------------------ | --------------- | ------------------ | ----------------- |
| Microsoft                      | 262             | 204                | 466               |
| Panasonic                      | 5               | 117                | 122               |
| LG Electronics                 | 11              | 85                 | 96                |
| Samsung Electronics            | 4               | 92                 | 96                |
| Dolby Laboratories             | 9               | 95                 | 104               |
| Philips                        | 0               | 77                 | 77                |
| Hitachi                        | 0               | 60                 | 60                |
| Mitsubishi Electric            | 0               | 52                 | 52                |
| Sony                           | 0               | 28                 | 28                |
| JVC Kenwood                    | 0               | 25                 | 25                |
| Toshiba                        | 0               | 21                 | 21                |
| Fujitsu                        | 0               | 20                 | 20                |
| Telenor                        | 0               | 19                 | 19                |
| Siemens                        | 2               | 16                 | 18                |
| AT&T Intellectual Property     | 0               | 16                 | 16                |
| Sun Patent Trust               | 0               | 12                 | 12                |
| Sharp Corporation              | 0               | 8                  | 8                 |
| Orange S.A.                    | 0               | 7                  | 7                 |
| Nippon Telegraph and Telephone | 0               | 4                  | 4                 |
| Pantech                        | 0               | 4                  | 4                 |
| ZTE                            | 0               | 1                  | 1                 |
| Total (Todos os fabricantes)   | 293             | 963                | 1256              |